# Exechia pseudocontaminata
Exechia pseudocontaminata är en tvåvingeart som beskrevs av Santos Abreu 1920. Exechia pseudocontaminata ingår i släktet Exechia och familjen svampmyggor.
Artens utbredningsområde är Kanarieöarna. Inga underarter finns listade i Catalogue of Life.